# Aleksandra Panova
Aleksandra Aleksandrovna Panova (Cyrillisch: Александра Александровна Панова) (Krasnodar, 2 maart 1989) is een tennisspeelster uit Rusland. Zij speelde op negenjarige leeftijd voor het eerst tennis. Haar favoriete ondergrond is gravel. Zij speelt rechtshandig en heeft een tweehandige backhand. Zij is actief in het internationale tennis sinds 2003.

## Loopbaan
In 2003 speelde zij haar eerste ITF-toernooi. In 2010 won zij haar eerste WTA-titel, op het dubbelspeltoernooi van Tasjkent, samen met Wit-Russin Tatjana Poetsjek.
In het enkelspel bereikte zij eenmaal een WTA-finale, op het toernooi van Bogota 2012 – zij verloor die van Lara Arruabarrena Vecino.
Tot op heden(augustus 2025) veroverde zij elf dubbelspeltitels op het WTA-circuit. Haar beste resultaat op de grandslamtoernooien is het bereiken van de kwartfinale, eenmaal op het dubbelspel van het Australian Open 2024 samen met de Spaanse Cristina Bucșa, en andermaal op Roland Garros 2024 geflankeerd door de Mexicaanse Giuliana Olmos.

## Posities op deWTA-ranglijst
Positie per einde seizoen:
| jaar | rang enkelspel | rang dubbelspel |
| ---- | -------------- | --------------- |
| 2004 | 972            | 824             |
| 2005 | 693            | 607             |
| 2006 | 484            | 466             |
| 2007 | 757            | –               |
| 2008 | 193            | 226             |
| 2009 | 142            | 201             |
| 2010 | 153            | 106             |
| 2011 | 119            | 88              |
| 2012 | 91             | 64              |
| 2013 | 140            | 66              |
| 2014 | 151            | 53              |
| 2015 | 132            | 40              |
| 2016 | 207            | 89              |
| 2017 | 358            | 312             |
| 2018 | 470            | 91              |
| 2019 | 763            | 162             |
| 2020 | 975            | –               |
| 2021 | –              | 116             |
| 2022 | –              | 59              |
| 2023 | –              | 61              |
| 2024 | –              | 30              |

## Palmares
| Legenda                 |
| ----------------------- |
| Grandslamtoernooi       |
| Olympische Spelen       |
| Year-End Championships  |
| Premier Mandatory       |
| Premier Five / WTA 1000 |
| Premier / WTA 500       |
| International / WTA 250 |
| Challenger / WTA 125    |

### WTA-finaleplaatsen enkelspel
| nr.              | finale     | toernooi   | ondergrond | tegenstandster           | score    |         |
| ---------------- | ---------- | ---------- | ---------- | ------------------------ | -------- | ------- |
| gewonnen finales |            |            |            |                          |          |         |
| geen             |            |            |            |                          |          |         |
| verloren finales |            |            |            |                          |          |         |
| 1.               | 2012-02-19 | WTA Bogota | gravel     | Lara Arruabarrena Vecino | 2-6, 5-7 | details |

### WTA-finaleplaatsen dubbelspel
| nr.              | finale     | toernooi          | ondergrond    | partner             | tegenstandsters                           | score            |         |
| ---------------- | ---------- | ----------------- | ------------- | ------------------- | ----------------------------------------- | ---------------- | ------- |
| gewonnen finales |            |                   |               |                     |                                           |                  |         |
| 01.              | 2010-09-25 | WTA Tasjkent      | hardcourt     | Tatjana Poetsjek    | Alexandra Dulgheru Magdaléna Rybáriková   | 6-3, 6-4         | details |
| 02.              | 2012-02-18 | WTA Bogota        | gravel        | Eva Birnerová       | Mandy Minella Stefanie Vögele             | 6-2, 6-2         | details |
| 03.              | 2012-04-28 | WTA Fez           | gravel        | Petra Cetkovská     | Irina-Camelia Begu Alexandra Cadanțu      | 3-6, 7-6, [11-9] | details |
| 04.              | 2014-07-27 | WTA Bakoe         | hardcourt     | Heather Watson      | Raluca Olaru Shahar Peer                  | 6-2, 7-6         | details |
| 05.              | 2015-08-02 | WTA Bakoe         | hardcourt     | Margarita Gasparjan | Vitalia Djatsjenko Olha Savtsjoek         | 6-3, 7-5         | details |
| 06.              | 2015-10-03 | WTA Tasjkent      | hardcourt     | Margarita Gasparjan | Vera Doesjevina Kateřina Siniaková        | 6-1, 3-6, [10-3] | details |
| 07.              | 2018-10-19 | WTA Moskou        | hardcourt (i) | Laura Siegemund     | Darija Jurak Raluca Olaru                 | 6-2, 7-6         | details |
| 08.              | 2023-07-29 | WTA Hamburg       | gravel        | Anna Danilina       | Miriam Kolodziejová Angela Kulikov        | 6-4, 6-2         | details |
| 09.              | 2024-07-20 | WTA Palermo       | gravel        | Jana Sizikova       | Yvonne Cavallé Reimers Aurora Zantedeschi | 4-6, 6-3, [10-5] | details |
| 10.              | 2025-01-10 | WTA Adelaide      | hardcourt     | Guo Hanyu           | Beatriz Haddad Maia Laura Siegemund       | 7-5, 6-4         | details |
| 11.              | 2025-06-28 | WTA Bad Homburg   | gras          | Guo Hanyu           | Ljoedmyla Kitsjenok Ellen Perez           | 4-6, 7-6, [10-5] | details |
| verloren finales |            |                   |               |                     |                                           |                  |         |
| 01.              | 2013-02-03 | WTA Pattaya       | hardcourt     | Akgul Amanmuradova  | Kimiko Date-Krumm Casey Dellacqua         | 3-6, 2-6         | details |
| 02.              | 2013-02-24 | WTA Bogota        | gravel        | Eva Birnerová       | Tímea Babos Mandy Minella                 | 4-6, 3-6         | details |
| 03.              | 2014-09-13 | WTA Tasjkent      | hardcourt     | Margarita Gasparjan | Aleksandra Krunić Kateřina Siniaková      | 2-6, 1-6         | details |
| 04.              | 2016-09-18 | WTA Québec        | tapijt (i)    | Alla Koedrjavtseva  | Andrea Hlaváčková Lucie Hradecká          | 6-7, 6-7         | details |
| 05.              | 2018-07-29 | WTA Moskou        | gravel        | Galina Voskobojeva  | Anastasija Potapova Vera Zvonarjova       | 0-6, 3-6         | details |
| 06.              | 2022-05-20 | WTA Rabat         | gravel        | Monica Niculescu    | Eri Hozumi Makoto Ninomiya                | 7-6, 3-6, [8-10] | details |
| 07.              | 2022-06-12 | WTA Valencia      | gravel        | Arantxa Rus         | Aliona Bolsova Rebeka Masarova            | 0-6, 3-6         | details |
| 08.              | 2022-07-10 | WTA Contrexéville | gravel        | Han Xinyun          | Ulrikke Eikeri Tereza Mihalíková          | 6-7, 2-6         | details |
| 09.              | 2023-02-05 | WTA Lyon          | hardcourt (i) | Olga Danilović      | Cristina Bucșa Bibiane Schoofs            | 6-7, 3-6         | details |
| 10.              | 2023-08-25 | WTA Chicago       | hardcourt     | Cristina Bucșa      | Ulrikke Eikeri Ingrid Neel                | forfait          | details |
| 11.              | 2023-12-10 | WTA Angers        | hardcourt (i) | Anna Danilina       | Cristina Bucșa Monica Niculescu           | 1-6, 3-6         | details |
| 12.              | 2024-07-26 | WTA Iași          | gravel        | Jana Sizikova       | Anna Danilina Irina Chromatsjova          | 4-6, 2-6         | details |
| 13.              | 2024-08-24 | WTA Monterrey     | hardcourt     | Giuliana Olmos      | Guo Hanyu Monica Niculescu                | 6-3, 3-6, [4-10] | details |
| 14.              | 2025-08-17 | WTA Cincinnati    | hardcourt     | Guo Hanyu           | Gabriela Dabrowski Erin Routliffe         | 4-6, 3-6         | details |

### Gewonnen ITF-toernooien enkelspel
| nr. | finale     | toernooi        | dotatie  | ondergrond | tegenstandster in finale | score               |
| --- | ---------- | --------------- | -------- | ---------- | ------------------------ | ------------------- |
| 1.  | 2005-05-29 | Kiev            | $ 10.000 | gravel     | Oksana Ljoebtsova        | 3-6, 7-6, 2-0, opg. |
| 2.  | 2006-10-01 | Thessaloniki    | $ 10.000 | gravel     | Madlen Kadur             | 6-7, 6-4, 6-2       |
| 3.  | 2010-03-21 | Sint-Petersburg | $ 10.000 | hardcourt  | Neuza Silva              | 6-1, 7-5            |
| 4.  | 2011-09-11 | Saransk         | $ 50.000 | gravel     | Marina Melnikova         | 6-0, 6-2            |
| 5.  | 2011-10-02 | Telavi          | $ 50.000 | gravel     | Alexandra Cadanțu        | 4-6, 6-1, 6-1       |
| 6.  | 2013-09-21 | Batoemi         | $ 25.000 | hardcourt  | Kateryna Kozlova         | 6-4, 0-6, 7-5       |
| 7.  | 2013-09-29 | Telavi          | $ 50.000 | gravel     | Viktorija Kan            | 7-5, 6-1            |
| 8.  | 2018-04-22 | Antalya         | $ 15.000 | gravel     | Anastasia Pribylova      | 6-2, 7-6            |

### Gewonnen ITF-toernooien dubbelspel
| nr. | finale     | toernooi             | dotatie   | ondergrond    | partner             | tegenstandsters in finale                    | score            |
| --- | ---------- | -------------------- | --------- | ------------- | ------------------- | -------------------------------------------- | ---------------- |
| 01. | 2005-04-10 | Minsk                | $ 10.000  | tapijt        | Olga Panova         | Volha Havartsova Kateryna Polunina           | 7-5, 6-3         |
| 02. | 2005-05-29 | Kiev                 | $ 10.000  | gravel        | Olga Panova         | Vasilisa Davydova Kristina Grigorian         | 6-2, 6-0         |
| 03. | 2006-09-22 | Mytilini             | $ 10.000  | hardcourt     | Maja Kambič         | Anna Koumantou İpek Şenoğlu                  | 6-2, 6-1         |
| 04. | 2006-09-29 | Thessaloniki         | $ 10.000  | gravel        | Nicole Clerico      | Amra Sadiković Stefanie Vögele               | 6-4, 7-6         |
| 05. | 2008-09-12 | Roese                | $ 25.000  | gravel        | Ksenija Pervak      | Vitalia Djatsjenko Jevgenija Pasjkova        | 6-2, 6-7, [10-5] |
| 06. | 2009-03-08 | Fort Walton Beach    | $ 25.000  | hardcourt     | Tatjana Poetsjek    | Jekaterina Bytsjkova Katsjarina Dzehalevitsj | 6-2, 6-2         |
| 07. | 2010-04-03 | Chanty-Mansiejsk     | $ 50.000  | tapijt        | Ksenija Pervak      | Ljoedmyla Kitsjenok Nadija Kitsjenok         | 7-6, 2-6, [10-7] |
| 08. | 2010-12-24 | Poona                | $ 25.000  | hardcourt     | Nina Brattsjikova   | Sachie Ishizu Anna Shkudun                   | 6-3, 7-6         |
| 09. | 2011-07-19 | Biarritz             | $ 100.000 | gravel        | Urszula Radwańska   | Erika Sema Roxane Vaisemberg                 | 6-2, 6-1         |
| 10. | 2012-05-13 | Cagnes-sur-Mer       | $ 100.000 | gravel        | Urszula Radwańska   | Katalin Marosi Renata Voráčová               | 7-5, 4-6, [10-6] |
| 11. | 2014-03-09 | Campinas             | $ 25.000  | gravel        | Ljoedmyla Kitsjenok | Laura Thorpe Stephanie Vogt                  | 6-1, 6-3         |
| 12. | 2014-03-16 | São Paulo            | $ 25.000  | gravel        | Irina-Camelia Begu  | MF Álvarez Terán María Irigoyen              | 6-4, 3-6, [11-9] |
| 13. | 2014-07-06 | Contrexéville        | $ 100.000 | gravel        | Laura Thorpe        | Irina-Camelia Begu María Irigoyen            | 6-3, 4-0, opg.   |
| 14. | 2014-11-15 | Dubai                | $ 75.000  | hardcourt     | Vitalia Djatsjenko  | Ljoedmyla Kitsjenok Olha Savtsjoek           | 3-6, 6-2, [10-4] |
| 15. | 2016-05-08 | Indian Harbour Beach | $ 75.000  | gravel        | Julia Glushko       | Jessica Pegula Maria Sanchez                 | 7-5, 6-4         |
| 16. | 2018-10-28 | Poitiers             | $ 80.000  | hardcourt (i) | Anna Blinkova       | Viktorija Golubic Arantxa Rus                | 6-1, 6-1         |

### Gewonnen juniorentoernooien enkelspel
| nr. | finale     | toernooi        | ondergrond | tegenstandster in finale | score          | graad |
| --- | ---------- | --------------- | ---------- | ------------------------ | -------------- | ----- |
| 1.  | 2004-05-21 | Montenegro Open | gravel     | Olga Panova              | 6-3, 7-5       | 4     |
| 2.  | 2005-06-12 | Ozerov Cup      | gravel     | Anastasia Pivovarova     | 6-2, 6-2       | 3     |
| 3.  | 2005-06-26 | Head Cup        | gravel     | Maria Mosolova           | 6-4, 4-1, opg. | 3     |

### Gewonnen juniorentoernooien dubbelspel
| nr. | finale     | toernooi                                    | ondergrond | partner            | tegenstandsters in finale                  | score         | graad |
| --- | ---------- | ------------------------------------------- | ---------- | ------------------ | ------------------------------------------ | ------------- | ----- |
| 01. | 2003-09-13 | Sochi Cup                                   | gravel     | Gajane Vage        | Jekaterina Skvortsova Natalia Zomolotskikh | walk-over     | 5     |
| 02. | 2004-05-21 | Montenegro Open                             | gravel     | Olga Panova        | Sunčica Štrkić Nataša Zorić                | 7-6, 6-4      | 4     |
| 03. | 2004-07-11 | Governor Cup                                | gravel     | Olga Panova        | Ekaterina Krylova Natalia Orlova           | 6-4, 6-1      | 4     |
| 04. | 2005-03-06 | Black Gold of Udmurtia                      | gravel     | Jaroslava Sjvedova | Maria Mosolova Anastasia Petukhova         | 6-2, 7-5      | 3     |
| 05. | 2005-06-12 | Ozerov Cup                                  | gravel     | Anastasia Revzina  | Maria Mosolova Anastasia Pivovarova        | 3-6, 6-4, 6-2 | 3     |
| 06. | 2005-09-03 | Canadian Open Jr. Tennis Champ.             | hardcourt  | Jaroslava Sjvedova | Jade Curtis Sharon Fichman                 | 7-5, 6-3      | 1     |
| 07. | 2006-04-30 | Tournoi Int. Jr. de Beaulieu sur Mer        | gravel     | Teliana Pereira    | Anouk Tigu Kateřina Vanková                | 6-2, 6-1      | 1     |
| 08. | 2006-05-07 | Int. Tournament of Salsomaggiore            | gravel     | Dominice Ripoll    | Vesna Manasieva Elizaveta Titova           | 6-4, 6-2      | 2     |
| 09. | 2006-05-07 | Trofeo Bonfiglio "Campionati Int. d'Italia" | gravel     | Sorana Cîrstea     | Ioana Raluca Olaru Amina Rachim            | 6-7, 6-1, 6-1 | A     |
| 10. | 2006-06-30 | LTA Int. Jr. Championships - Roehampton     | gras       | Sorana Cîrstea     | Ksenia Lykina Arina Rodionova              | 5-7, 6-2, 6-4 | 1     |

## Resultaten grandslamtoernooien
| Legenda | Legenda                          |
| ------- | -------------------------------- |
| g.t.    | geen toernooi gehouden           |
| l.c.    | lagere categorie                 |
| –       | niet deelgenomen                 |
| G       | uitgeschakeld in de groepsfase   |
| 1R      | uitgeschakeld in de eerste ronde |
| 2R      | uitgeschakeld in de tweede ronde |
| 3R      | uitgeschakeld in de derde ronde  |
| 4R      | uitgeschakeld in de vierde ronde |
| KF      | uitgeschakeld in de kwartfinale  |
| HF      | uitgeschakeld in de halve finale |
| F       | de finale verloren               |
| W       | het toernooi gewonnen            |
| w-v     | winst/verlies-balans             |

### Enkelspel
| Toernooi        | 2011 | 2012 | 2013 |    | 2015 |
| --------------- | ---- | ---- | ---- | -- | ---- |
| Australian Open | –    | –    | 1R   | 2R |      |
| Roland Garros   | –    | 1R   | –    | –  |      |
| Wimbledon       | –    | 1R   | –    | –  |      |
| US Open         | 1R   | 1R   | –    | 1R |      |

### Vrouwendubbelspel
| Australian Open | –  | 1R | 2R | 1R | 2R | 2R | –  | 1R | –  | –  | 1R | KF | 3R |
| Roland Garros   | 1R | 2R | 1R | 3R | 2R | 1R | 2R | –  | 1R | 1R | 1R | KF | 1R |
| Wimbledon       | 1R | 1R | 1R | –  | 2R | 2R | 1R | 1R | –  | –  | 2R | 1R | 2R |
| US Open         | 2R | 2R | 1R | 1R | 2R | 1R | –  | –  | –  | 1R | 2R | 2R |    |

### Gemengd dubbelspel
| toernooi        | 2024 | 2025 |
| --------------- | ---- | ---- |
| Australian Open | –    | 2R   |
| Roland Garros   | –    | 1R   |
| Wimbledon       | 2R   | 2R   |
| US Open         | 1R   |      |